# Międzynarodowa Federacja Pracowników Socjalnych
Międzynarodowa Federacja Pracowników Socjalnych (eng. International Federation of Social Workers, IFSW) – międzynarodowe stowarzyszenie istniejące od 1928 r., którego członkami są organizacje lokalne zrzeszające pracowników socjalnych. Polskim członkiem IFSW od 2016 r. jest Polska Federacja Związkowa Pracowników Socjalnych i Pomocy Społecznej. 

## Historia
Idea utworzenia Międzynarodowego Stowarzyszenia Pracowników Socjalnych pojawiła się już w trakcie Pierwszej Międzynarodowej Konferencji Pracowników Socjalnych, która odbyła się w dniach 2–13 lipca 1928 roku w Paryżu. W konferencji tej uczestniczyli pracownicy socjalni z Wielkiej Brytanii, Francji, państw skandynawskich, Szwajcarii oraz Czechosłowacji. Zebrani wówczas pracownicy socjalni podjęli się powołać swoje profesjonalne międzynarodowe stowarzyszenie, wyznaczyli również miejsce kolejnej konferencji. 
Druga Międzynarodowa Konferencja Pracowników Socjalnych odbyła się w dniach 10–14 lipca 1932 roku we Frankfurcie nad Menem. 13 lipca zebrani przedstawiciele Belgii, Czechosłowacji, Francji, Niemiec, Wielkiej Brytanii, Szwecji, Szwajcarii oraz Stanów Zjednoczonych Ameryki uchwalili tymczasowy statut dla Stałego Międzynarodowego Sekretariatu Pracowników Socjalnych (International Permanent Secretary of Social Worker, IPSSW). Członkowie założyciele ustanowili jego statut tymczasowy. Statut ten składał się z dwóch rozdziałów. Dotyczyły one członkostwa oraz realizowanych celów. 
Członkostwo
- Każda organizacja zrzeszająca pracowników socjalnych może ubiegać się o członkostwo.
- Narody, które nie posiadają organizacji zrzeszających pracowników socjalnych, a posiadają organizacje o podobnym zakresie działalności, również mogą ubiegać się o członkostwo.
- Narody, gdzie są pracownicy socjalni, ale nie są oni zrzeszeni, mogą być reprezentowane przez delegata.
- Tylko jedna organizacja z każdego kraju może ubiegać się o członkostwo, chyba że istnieją szczególnego rodzaju powody do udziału więcej niż jedna organizacji.
- W krajach gdzie są mniejszości narodowe, tak samo jak w tych gdzie nie ma jednej centralnej organizacji zrzeszającej pracowników socjalnych, o członkostwo mogą ubiegać się poszczególne organizacje.
- Przyłączenie się nowej organizacji następuje po konsultacji z Sekretariatem Międzynarodowym.

Cele
- Wymiana doświadczeń w kwestiach dot. różnych aspektów pracy społecznej w szerokim tego słowa znaczeniu.
- Udzielanie informacji dot. pracy socjalnej w różnych krajach.
- Wymiana periodyków i innych publikacji wśród zrzeszonych organizacji.
- Ochrona pracowników socjalnych odwiedzających inne kraje.
- Obserwacja warunków pracy pracowników socjalnych.

Pierwszą siedzibą Międzynarodowego Sekretariatu Pracowników Socjalnych stał się Berlin, lecz wkrótce, wraz z nadejściem władzy Hitlera przeniosła się do Genewy. W roku 1934 Sekretariat został przeniesiony do Pragi, gdzie pozostał do 1948 roku, gdy sytuacja polityczna w Czechosłowacji uniemożliwiła dalsze jego działanie. W okresie od 1938 do 1946 roku, początkowo z powodu niemieckiej okupacji, a następnie II wojny światowej, sekretariat nie miał możliwości prawidłowego działania.
Trzecia Międzynarodowa Konferencja Pracy Socjalnej, a zarazem ostatnia przed II wojną światową, miała miejsce w Londynie w roku 1936. Czwartą konferencję planowano zorganizować w Pradze w roku 1940, ale z powodu wybuchu wojny nie odbyła się.
W roku 1948 pojawił się pomysł przeniesienia działalności sekretariatu do Stanów Zjednoczonych. Zdecydowano jedynie kontynuować działalność Sekretariatu w dziedzinie organizacji Międzynarodowych Konferencji Pracy Socjalnej. Zapoczątkowało to utworzenie nowej międzynarodowej instytucji dla realizacji zawodowych potrzeb pracowników socjalnych. 
Czwarta Międzynarodowa Konferencja o Pracy Socjalnej odbyła się w Atlantic City i Nowym Jorku w 1948 roku, natomiast Piąta Konferencja miała miejsce w Paryżu w 1950 roku. Uczestnicy piątej konferencji zgodzili się utworzyć nową międzynarodową organizację pracowników socjalnych pod warunkiem, że w skład jej wejdą stowarzyszenia reprezentujące co najmniej siedem narodów świata. Cel ten został osiągnięty w 1956 roku, dzięki czemu w tymże roku, w Monachium została powołana do życia Międzynarodowa Federacja Pracowników Socjalnych (IFSW). Nowy sekretariat został ustanowiony w Nowym Jorku przez biura Narodowych Stowarzyszeń Pracowników Socjalnych.